# Sandra Cabrera
Sandra Cabrera (San Juan, provincia de San Juan, 27 de octubre de 1970 - Rosario, 27 de enero de 2004) fue una prostituta callejera, dirigente sindical, defensora de los derechos de las mujeres (con hincapié en los derechos de las trabajadoras sexuales) y denunciante de diversos casos de corrupción policial de Argentina. Fue hostigada y asesinada en extrañas circunstancias a los 33 años de edad.

## Militancia sindical
En 1994 se radicó en Rosario y allí comenzó con su militancia sindical en la AMMAR (Asociación de Mujeres Meretrices de Argentina), sindicato adherido a la CTA, del cual llegó a ser secretaria general de la delegación Rosario.
Su militancia sindical se caracterizó por la lucha por los derechos de las trabajadoras sexuales, y por las denuncias por corrupción de integrantes de la policía, lo que le ocasionó constantes amenazas a su integridad física y a la de su hija Macarena. También luchaba desde el sindicato por el reconocimiento de su personería por el Estado y la organización de una obra social. También presentó un proyecto para la derogación del Código de Faltas de la provincia de Santa Fe.
Fue muy reconocida por sus pares por su compromiso social. Hacia fines de 2001, durante la crisis en que ingresó la economía argentina, Cabrera gestionó la entrega de cajas de alimentos para sus compañeras porque, según afirmó el 24 de diciembre de 2001, «había muchas compañeras que no tenían nada para comer». Al repartirse los alimentos desde las 8 hasta las 22, no pudo festejar la Navidad con su hija pero recordaba que ella le había dicho «que me quedara tranquila, porque gracias a lo que habíamos hecho el día anterior muchas compañeras habían tenido con que festejar». Trabajó, además, por la prevención de infección de VIH.
Cabrera continuó denunciado casos de corrupción ante la justicia y las autoridades policiales y aunque muchas veces las denuncias eran archivadas sus acciones resultaron en la separación de sus funciones de algunos policías y la disolución del aparato mafioso-represivo de la policía provincial de Moralidad Pública.

## Amenazas y asesinato
En noviembre de 2003 hizo la denuncia de amenazas contra ella y su hija ante la seccional Rosario de la Asociación de Trabajadores del Estado (ATE), sindicato que agrupa empleados públicos, que también forma parte de la CTA. El ATE a su vez derivó la denuncia al Subsecretario de Justicia de la Provincia de Santa Fe, Diego Giuliani, y al jefe de Seguridad personal de la Policía de Santa Fe, comisario Aguilar.
A partir de ese momento, a Cabrera se le dio custodia policial en su domicilio pero las amenazas no cesaron. Le habían advertido que cesara con sus denuncias. El hostigamiento continuó, y en diciembre de 2003 fue golpeada dentro de su domicilio con la custodia policial en la puerta. En enero de 2004 le fue retirada la custodia policial.
Sandra Cabrera murió asesinada en la calle y al amanecer, el 27 de enero de 2004. El asesinato tenía un claro mensaje mafioso: un tiro de 9 mm en la nuca, con los pantalones bajos y sin síntomas de violencia sexual.
Por su muerte, quedó imputado y detenido Diego Parvlusik, oficial inspector de la Policía Federal en Rosario. Después del asesinato, un pasacalle ubicado frente a la calle Córdoba decía «Sandra, tus compañeras vamos a seguir con la lucha».

## Consecuencias
Como consecuencia de su asesinato, se realizaron varias marchas en reclamo de justicia. De la convocatoria las marchas participaron,
entre otros,
Madres de Plaza de Mayo Línea Fundadora,
HIJOS (Hijos por la Identidad y la Justicia contra el Olvido y el Silencio),
Abuelas de Plaza de Mayo,
CELS,
Asociación Miguel Bru,
SUTEBA,
CTERA,
ATTAC,
Comunidad Homosexual Argentina,
Asamblea Barrial de San Telmo (en Buenos Aires),
Coordinadora Nacional de Agrupaciones Agustín Tosco,
Amnistía Internacional,
senadora Elisa Carca,
Red Bonaerense de Personas Viviendo con VIH,
Familiares de Desaparecidos,
Conadu Histórica,
Corriente Clasista y Combativa,
ATE-Capital,
Barrios de Pie,
Federación de Empleados Judiciales,
Padre Cajade,
Federaciona Nacional de Salud,
Ammar y la CTA.
El asesinato tuvo notable repercusión en la ciudad de Rosario y la provincia de Santa Fe, al punto que en el año 2010 fueron derogados los artículos 83, 87 y 93 del Código de Faltas provincial, que facultaban a la Policía a detener a las «prostitutas cuando hacen oferta pública y escandalosa de sexo», objetivo que Cabrera había perseguido durante su acción gremial.
La dirigencia de Ammar Rosario abandonó gradualmente la lucha gremial por miedo a terminar como Cabrera, pero en la segunda mitad de la década de 2010 surgió una nueva conducción, integrada por jóvenes de menos de 35 años, y que se identifica con las posturas feministas.
En su homenaje, una plaza de la ciudad de Rosario lleva el nombre de Sandra Cabrera.